# بتی کارتر
بتی کارتر (انگلیسی: Betty Carter؛ ۱۶ مهٔ ۱۹۲۹ – ۲۶ سپتامبر ۱۹۹۸) یک موسیقی‌دان اهل ایالات متحده آمریکا بود. وی بین سال‌های ۱۹۴۸ تا ۱۹۹۸ میلادی فعالیت می‌کرد.